# Classe Shakespeare (cacciatorpediniere)
La classe Shakespeare, o conduttori tipo Thornycroft, fu una classe di cinque conduttori di flottiglia progettati dalla John I. Thornycroft & Company e costruiti nel loro cantiere di Woolston, a Southampton, per la Royal Navy, verso la fine della prima guerra mondiale. Solo la Shakespeare e la Spenser furono completate in tempo per servire nella prima guerra mondiale. Altre tre navi furono completate dopo la guerra. La Broke e la Keppel furono trainate fino ad arsenali reali per essere terminate e altre due navi in programma, la Saunders e la Spragge, furono cancellate. La funzione di un conduttore era di trasportare lo stato maggiore della flottiglia di cacciatorpediniere, quindi era di maggiori dimensioni, per poter trasportare più equipaggio, ufficiali ed equipaggiamento di segnalazione, permettendo così l'installazione di un quinto cannone. Queste navi furono molto simili ai conduttori di tipo Ammiragliato, ma ebbero fumaioli più larghi e piatti, caratterisitici dei progetti Thornycroft.
Il progetto fu usato come base per altre navi costruite per marine estere negli anni 20 del XX secolo.
- I cacciatorpediniere classe Regele Ferdinand costruiti in Italia per la Marina militare rumena.
- I cacciatorpediniere classe Churruca costruiti in Spagna per la Armada Española e la Armada de Chile.
- I cacciatorpediniere classe Mendoza costruiti nel Regno Unito per la Marina militare argentina.

## Unità
Le prime due unità furono ordinate nell'War Emergency Programme, nell'aprile 1916, e la terza nell'aprile 1917:
| Nome            | Da                                    | Impostazione   | Varo              | Completamento    | Destino finale |
| --------------- | ------------------------------------- | -------------- | ----------------- | ---------------- | --- |
| HMS Shakespeare | William Shakespeare, poeta            | 2 ottobre 1916 | 7 luglio 1917     | 10 ottobre 1917  | Pesantemente danneggiata da una mina nel giugno 1918, fu venduta per essere demolita e consegnata il 2 settembre 1936.                                                            |
| HMS Spenser     | Edmund Spenser, poeta                 | 9 ottobre 1916 | 22 settembre 1917 | 12 dicembre 1917 | Servì durante la prima guerra mondiale, fu poi venduta per essere demolita e consegnata il 29 settembre 1936.                                                                     |
| HMS Wallace     | William Wallace, condottiero scozzese | 15 agosto 1917 | 26 ottobre 1918   | 14 febbraio 1919 | Convertita come nave scorta antiaerea WAIR nel 1939. Servì lungo la costa orientale inglese e durante l'invasione della Sicilia. Fu venduta per essere demolita il 20 marzo 1945. |

Nell'aprile 1918 furono ordinate alla Thornycroft altre quattro unità, ma alla fine della guerra solo il primo paio era stato completato e il secondo fu quindi cancellato. La seconda nave di questo gruppo fu inizialmente chiamata Rooke, ma fu poi ribattezzata Broke nell'aprile 1921. Furono ordinate altre due unità di questo tipo alla Cammell Laird, ma la fine della guerra fece cancellare anche queste.
| Nome         | Da                            | Varo                         | Completamento                | Destino finale |
| ------------ | ----------------------------- | ---------------------------- | ---------------------------- | --- |
| HMS Keppel   | Augustus Keppel, ammiraglio   | 23 aprile 1920               | 1925                         | Venduta per essere demolita nel luglio 1945. La campana della nave fu recuperata e collocata a fianco del padiglione del cricket dell'Haileybury and Imperial Service College |
| HMS Broke    | Philip Broke, retroammiraglio | 16 settembre 1920            | 1925                         | Fu danneggiata durante l'operazione Torch, l'8 novembre 1942, durante l'assalto navale contro Algeri, e fu autoaffondata il giorno seguente.                                  |
| HMS Saunders | Charles Saunders, ammiraglio  | Cancellata nel dicembre 1918 | Cancellata nel dicembre 1918 | Cancellata nel dicembre 1918 |
| HMS Spragge  | Edward Spragge, ammiraglio    | Cancellata nel dicembre 1918 | Cancellata nel dicembre 1918 | Cancellata nel dicembre 1918 |